# Maria Mercè Guix Genobart
Maria Mercè Guix Genobart (Barcelona, 19 de juny de 1942 - Calonge, Baix Empordà, 14 de gener de 2020) va ser una patinadora i tennista catalana. Durant la seva infantesa va assistir al Liceu Francès, escola amb àmplia tradició esportiva i gimnàstica. En aquest centre s'inicià en el bàsquet, posteriorment entre els 9 i els 12 anys feu classes particulars de tennis fins que entre els anys 1956 i 1961 es dedicà al patinatge artístic, arribant a aconseguir el títol de campiona d'Espanya juvenil en les modalitats individual i per parelles. Posteriorment, durant la dècada de 1960, va reprendre la pràctica del tennis, formant part del Club Tennis Barcino. A l'inici de la dècada de 1970 guanyà en aquest vessant esportiu diversos Campionats de Catalunya en modalitats individuals, dobles i mixtes, i arribà a ser número sis d'Espanya. Entre els anys 1967 i 1980 es dedicà a impartir classes de tennis al Club Tennis Masnou. En la categoria de veterans, competint amb el Club Esportiu Laietà, obtingué diversos Campionats de Catalunya i d'Espanya. Estava casada amb el també esportista i jugador d'hoquei sobre patins Lluís Ferran Pérez Seguí.